# 詹文龙
詹文龙（1955年10月—），男，福建厦门人，中国核物理学家。中国科学院近代物理研究所研究员，中国科学院院士。中共十五大、十六大代表，十七、十八届中央候补委员，第十三届全国人大代表。

## 生平
1982年毕业于兰州大学现代物理系。
曾任中国科学院近代物理研究所所长，兰州重离子加速器国家实验室副主任，中国科学院副院长，党组成员等职务。2016年4月，不再担任中国科学院副院长、党组成员。2018年2月24日，当选为第十三届全国人大代表。